# Varroa destructor
Varroa destructor è un Parasitiformes (acaro) parassita esterno che attacca le api Apis mellifera e Apis cerana. Fino a poco tempo fa veniva erroneamente classificato come Varroa jacobsoni.
Il parassita varroa è stato trovato su altri insetti impollinatori quali il bombo Bombus pennsylvanicus, lo scarabeo Phanaeus vindex e la mosca dei fiori Palpada vinetorum. Sebbene Varroa non possa riprodursi su questi insetti, la sua presenza su essi può essere un mezzo tramite cui diffondersi nel raggio di brevi distanze.
La varroa si può riprodurre solamente in una colonia di api mellifere. Si attacca al corpo dell'ape e la indebolisce succhiandone l'emolinfa. Durante questo processo l'acaro può anche trasmettere agenti virali RNA all'ape. Una grande infestazione di parassiti porta alla morte della colonia, di solito tra la fine di autunno e l'inizio della primavera. Varroa è il parassita con il più pronunciato impatto economico nell'industria dell'apicoltura.

## Origine
Fino a poco tempo fa la Varroa destructor veniva confusa con la Varroa jacobsoni, una specie di acaro molto simile. Entrambe le specie infestano l'ape mellifera asiatica (Apis cerana). La specie di acaro originariamente descritta come Varroa jacobsoni da Anthonid Cornelis Oudemans nel 1904 fa parte dello stesso complesso di specie, ma non è la stessa che effettuò il salto sull'Apis mellifera. Probabilmente questo salto avvenne per la prima volta nelle Filippine nei primi anni sessanta. Solo dopo che l'Apis mellifera fu importata nelle Filippine venne a stretto contatto con l'Apis cerana e quindi la varroa divenne parassita anche dell'Apis mellifera. Fino al 2000 gli scienziati non erano d'accordo sull'identificare la Varroa destructor come una specie separata. Nel 2005 si scoprì che tra gli almeno 5-6 genotipi identificati da Anderson e Trueman gli unici acari varroa che possono riprodursi nelle colonie delle Apis mellifera sono i genotipi della Varroa destructor della Corea e del Giappone/Thailandia. La Varroa jacobsoni è un parassita dell'Apis cerana del tutto benigno. Quest'ultima identificazione, effettuata nel 2000 da Anderson e Trueman, portò un po' di confusione e qualche errore nella letteratura scientifica. Nel sudest asiatico vivono altre due specie di Varroa: Varroa rindereri e Varroa underwoodi, entrambe parassite di Apis cerana, che non causano grossi danni.

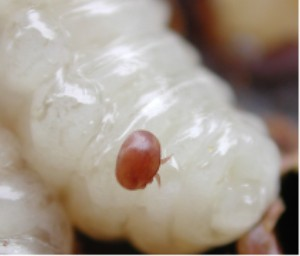
Varroa destructor su una larva d'ape

## Anatomia
- Colore: bruno-rossastro.
- Lunghezza: 1.00-1.77 mm.
- Larghezza: 1.50-1.99 mm.
- Forma: piatta, a bottone.
- Dotata di otto zampe.

## Ciclo di vita
L'acaro femmina entra in una cella di una covata delle api mellifere, dando la preferenza ad una cella contenente covata maschile, ossia una larva di fuco. Non appena la cella viene opercolata, l'acaro depone le uova. I giovani acari escono dal guscio all'incirca nello stesso momento in cui la giovane ape si sviluppa e lascia la cella col suo ospite. Il Centro svizzero di ricerche apicole ha indagato scientificamente sul ciclo di vita della varroa nella cella opercolata e ne ha pubblicato i risultati.

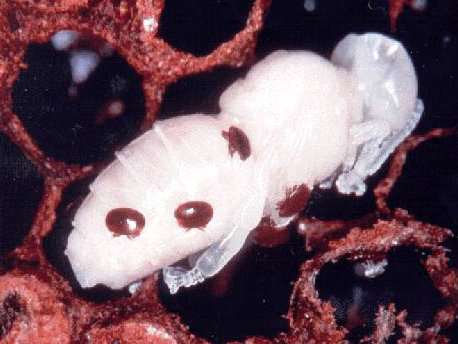
Acari varroa su una pupa

Il modello per la dinamica di popolazione è quello di una crescita esponenziale quando la covata delle api è disponibile e di un declino esponenziale altrimenti. Popolazioni estese di acari in autunno possono portare a una crisi quando l'allevamento dei fuchi cessa e gli acari passano alle larve delle api operaie, causando una veloce decimazione della popolazione e spesso la morte dell'alveare.

## Riproduzione
L'acaro si riproduce in un ciclo di dieci giorni. Il numero di parassiti negli alveari di ape mellifera raddoppia ad ogni ciclo di covata dell'ape. In Russia alcuni ecotipi locali di ape sembrano avere una migliore resistenza agli attacchi del parassita. Inoltre il più breve tempo di sviluppo delle api operaie degli ecotipi africani rispetto alle razze europee sembra rendere anch'esse meno vulnerabili.

## Varroatosi
La sindrome parassitaria causata dall'acaro varroa è denominata varroatosi. Oramai presente in quasi tutto il globo, attualmente sono esenti solo Australia e Madagascar, non esiste alcuna cura risolutiva sia per la difficoltà nella totale eradicazione del parassita dalla singola famiglia sia per il velocissimo fenomeno della reinfestazione da deriva. Tra i metodi di contenimento vi sono gli acaricidi chimici di sintesi come alcuni piretroidi (fluvalinate, flumetrina), organofosfati (coumaphos) e triazapentadieni (amitraz). Alcuni di questi hanno dimostrato limiti sia nella contaminazione della cera sia provocando fenomeni di resistenza selettiva con conseguente calo di efficacia. Sono ora più diffusi metodi chimici di origine naturale ovvero:
- acido ossalico gocciolato, spruzzato, sublimato o in strisce di cartone con glicerina;
- acido formico evaporato;
- acido lattico spruzzato;
- olii essenziali quali il timolo.

Nella tendenza attuale si vanno diffondendo metodi di contenimento basati su determinate pratiche apistiche:
- sciamatura artificiale e arresto della covata;
- telaino trappola sfruttando la predilezione per le celle da fuco.

## Espansione nel mondo
- Primi anni 60 Giappone, URSS
- 1960 1970 Europa dell'est
- 1971 Brasile
- fine anni 70 Sud America
- 1981 Italia il 16 giugno viene individuata per la prima volta in un alveare di Staranzano (GO)
- 1982 Francia
- 1984 Svizzera, Spagna, Italia
- 1987 USA
- 1989 Canada
- 1992 Inghilterra
- 2000 Nuova Zelanda (Isola del Nord)
- 2006 Nuova Zelanda (Isola del Sud)[5]
- 2007 Hawaii[6]